# 武暖石橋頭福德廟
24°46′56″N 121°45′46″E / 24.782331°N 121.762648°E
武暖石橋頭福德廟，是位於臺灣宜蘭縣礁溪鄉光武村的土地祠，廟前有一座列為宜蘭縣文化資產的武暖石板橋。

## 歷史
該地原先為噶瑪蘭族聚落。後來漢族墾民們決定於四結定居，在武暖的通蘭古道旁，即武暖石板橋北邊，面向武暖大港水頭建廟奉祀。相傳其神像為先民吳日艷從中國大陸迎來。陪祀神是三官大帝跟土地婆。
隨著武暖人口增多，此廟香火日益鼎盛，也更名為「武暖石橋頭福德廟」。臺灣日治時期，不少村民前往金瓜石挖金，信徒把此廟的土地神神像請到礦場供奉，以擲筊杯方式，請土地公指點金礦。相傳信徒幾乎是有求必應，有人還帶黃金回村裡炫耀。在眾人爭相前來請土地公到礦場坐鎮下，原先的神像因而失蹤。因此好另塑一尊土地公金身。
由於福德廟遠望即是龜山島，加上等同長壽的龜是土地公的象徵，因此廟方決議將廟旁的老榕樹修剪成龜的形狀，與遠處龜山島遙遙相對，成為別致的景觀。廟方人員將這棵榕樹視為神樹，早晚一炷馨香與福德正神同享人間香火。
今廟址在光武村武暖路，不遠處為涉嫌吳善九槍擊案的藍家偉老家。2004年，廟方籌措基金，以武暖的刺竹根頭製做100對竹筊杯，用五峰旗潭水洗滌，然後選定同年11月26日午時進行祭煉儀式，讓信徒求回去供奉。2008年，廟重建30周年，廟利用2002年修橋石墩挖到的牛樟樹刻成三尊土地公。

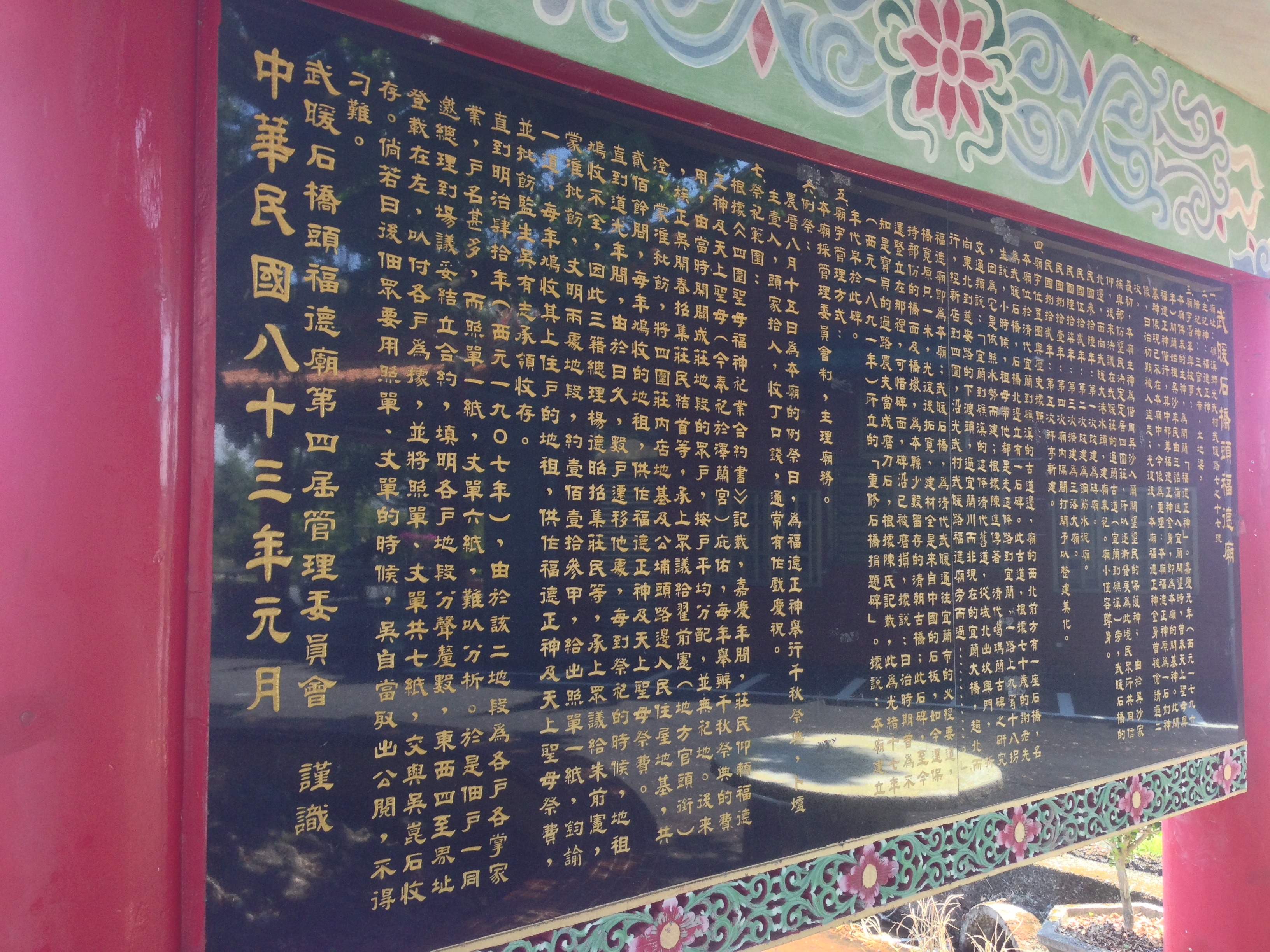
沿革
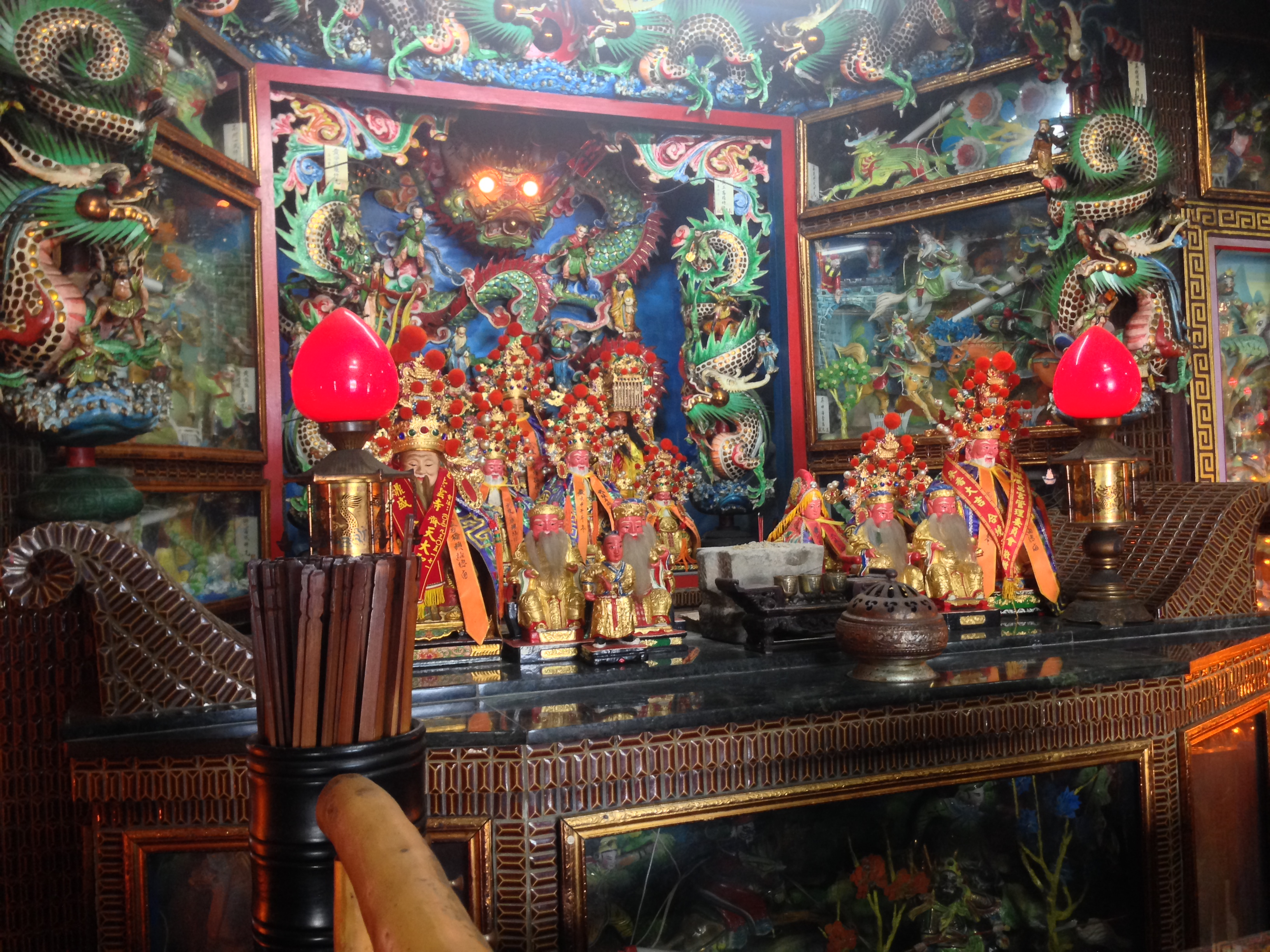
神桌上有披五間紫雲寺所贈紅綾的神像。
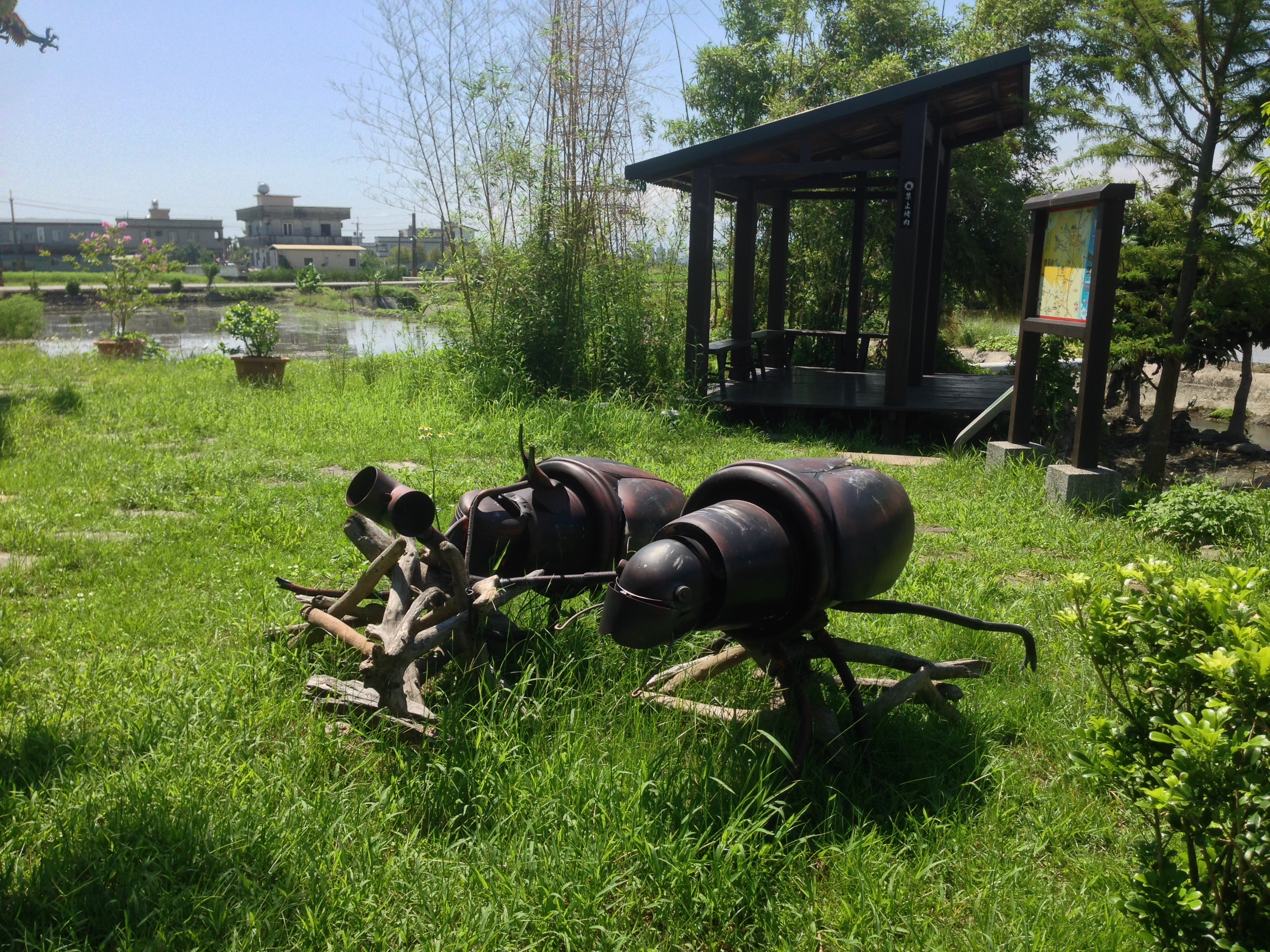
庭院
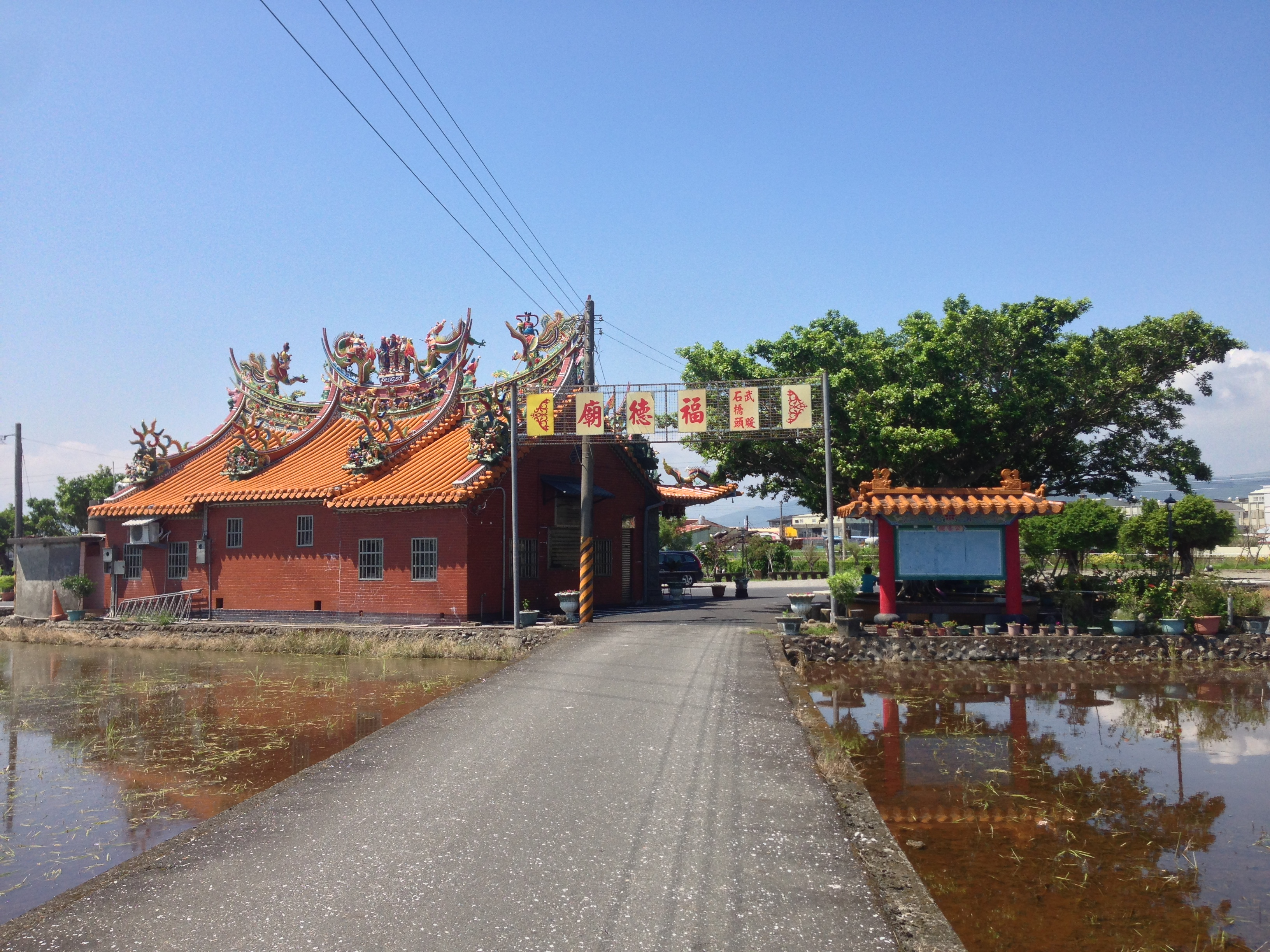
廟後